# Cipta Waras
Cipta Waras is een bestuurslaag in het regentschap Lampung Barat van de provincie Lampung, Indonesië. Cipta Waras telt 2008 inwoners (volkstelling 2010).